# Lucy Liu
Lucy Alexis Liu Yu Ling (Nueva York, 2 de diciembre de 1968) es una actriz, productora y artista sinoestadounidense que ha trabajado tanto en televisión como en cine. Ha recibido dos Premios del Sindicato de Actores, un premio de la Crítica Televisiva y un premio Seoul International Drama. También ha sido nominada para un premio Primetime Emmy a la mejor actriz de reparto en una serie de comedia y ha recibido nominaciones para tres premios People's Choice Awards y dos premios Saturn.
Liu ha interpretado a Ling Woo en la serie de televisión Ally McBeal (1998-2002), Alex Munday en dos películas de Los ángeles de Charlie (2000 y 2003) y la Dra. Joan Watson en la serie de drama criminal, Elementary (2012-2019). Su trabajo cinematográfico incluye Payback (1999), Shanghai Noon (2000), Chicago (2002), Kill Bill (2003), Lucky Number Slevin (2006), El hombre de los puños de hierro (2012) y Set It Up (2018). Prestó su voz para la Maestra Víbora en la franquicia de Kung Fu Panda (2008-2016) y Silvermist en la franquicia de Tinker Bell (2008-2015). Sus otros créditos de voz incluyen Mulan II (2004), así como las versiones dobladas en inglés y mandarín de Magic Wonderland (2014) y El cuento de la princesa Kaguya (2013).

## Primeros años

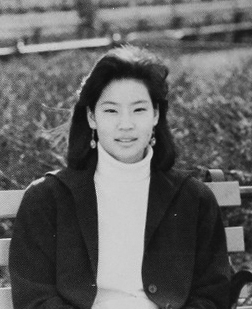
Foto de Lucy Liu en su último año de secundaria.

Liu nació el 2 de diciembre de 1968 en Jackson Heights, Queens, Nueva York. En la escuela secundaria, adoptó un segundo nombre, Alexis. Es la menor de tres hijos de Cecilia, que trabajaba como bioquímica, y Tom Liu, un ingeniero civil capacitado que vendía bolígrafos de reloj digitales. Los padres de Liu vinieron originalmente de Pekín y Shanghái y emigraron a Taiwán cuando eran adultos antes de conocerse en Nueva York. Tiene un hermano mayor, John, y una hermana mayor, Jenny. Sus padres tuvieron muchos trabajos mientras Lucy y sus hermanos crecían.
Liu ha declarado que creció en un vecindario con mucha diversidad. Aprendió a hablar mandarín en casa y comenzó a estudiar inglés cuando tenía 5 años. Estudió el arte marcial kali-eskrima-silat como pasatiempo cuando era joven. Liu asistió a la escuela secundaria Joseph Pulitzer (I.S.145) y se graduó de la escuela secundaria Stuyvesant. Más tarde se matriculó en la Universidad de Nueva York y se trasladó a la Universidad de Míchigan en Ann Arbor, Míchigan, donde fue miembro de la hermandad Ji Omega. Liu obtuvo una licenciatura en lenguas y culturas asiáticas.

### Vida personal
En 2015  tuvo un hijo por vientre de alquiler.

## Carrera

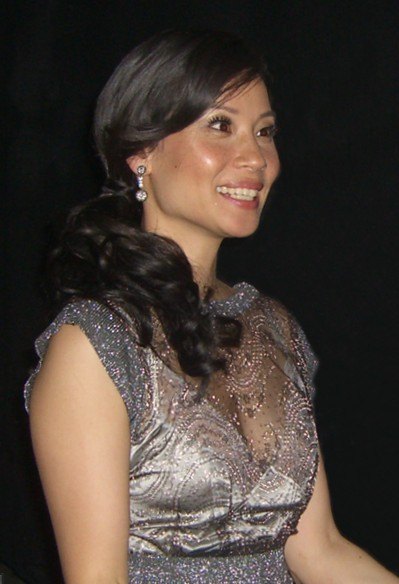
Liu en 2007 durante el Tribeca Film Festival.

### 1990-1999
A la edad de 19 años, mientras viajaba en el metro, un agente descubrió a Liu. Hizo un comercial. Como miembro del grupo de teatro dirigido por estudiantes de Basement Arts, audicionó en 1989 para la producción de Alicia en el País de las Maravillas de la Universidad de Míchigan durante su último año de universidad. Aunque originalmente había probado solo para un papel secundario, Liu fue elegida para el papel principal. Mientras hacía cola para una audición para el musical Miss Saigon en 1990, le dijo a The New York Times: "No hay muchos papeles asiáticos, y es muy difícil poner un pie en la puerta". En mayo de 1992, Liu hizo su debut teatral en Nueva York en Fairy Bones, dirigida por Tina Chen.
Liu tuvo pequeños papeles en películas y televisión, marcando su debut. En 1992, hizo su debut en la pantalla grande en la película de Hong Kong, Rhythm of Destiny, protagonizada por Danny Lee y Aaron Kwok. En 1993, apareció en un episodio de L.A. Law como una viuda china dando su testimonio en mandarín.
Poco después del final de Pearl en 1997, Liu fue elegida para un papel en Ally McBeal. Liu originalmente audicionó para el papel de Nelle Porter (interpretada por Portia de Rossi), y el personaje Ling Woo fue creado más tarde específicamente para ella. La participación de Liu en la serie fue originalmente temporal, pero las altas calificaciones de audiencia aseguraron a Liu como miembro permanente del elenco. Además, obtuvo una nominación al premio Primetime Emmy a Mejor Actriz de Reparto en una serie de comedia y una nominación al Premio del Sindicato de Actores por Mejor Actuación de una Actriz en una Serie de Comedia.

### 2000–06
En 2002, Liu interpretó a Rita Foster en Cypher, de Vincenzo Natali. Apareció como O-Ren Ishii en la película de 2003 de Quentin Tarantino, Kill Bill. Mientras estaban en negociaciones para Kill Bill con Tarantino, los dos se unieron para ayudar a producir el documental deportivo húngaro, Freedom's Fury. Ganó un premio MTV como Mejor Villana de Película por su papel en Kill Bill. Posteriormente, Liu apareció en varios episodios de Joey con Matt LeBlanc, quien interpretó a su interés amoroso en las películas de Los ángeles de Charlie. También tuvo papeles menores como Kitty Baxter en la película, Chicago y como psicóloga junto a Keira Knightley en el thriller, Domino. En Lucky Number Slevin, interpretó al principal interés amoroso de Josh Hartnett. 3 Needles fue estrenado el 1 de diciembre de 2006, Liu interpretó a Jin Ping, una mujer china VIH positiva.

### 2007-presente
En 2007, Liu apareció en Code Name: The Cleaner; Rise: Blood Hunter, un thriller sobrenatural coprotagonizado por Michael Chiklis en el que Liu interpreta a una reportera no muerta (por la que ocupó el puesto número 41 en "Los 50 vampiros más sexys"); y Watching the Detectives, una película independiente de comedia romántica, coprotagonizada por Cillian Murphy. Hizo su debut como productora y también protagonizó un remake de Charlie Chan, que había sido planeado ya en 2000.
En 2007, Empire nombró a Liu número 96 de sus "100 estrellas de cine más sexys". Los productores de Dirty Sexy Money crearon un papel para Liu como regular en la serie. Liu interpretó a Nola Lyons, una poderosa abogada que se enfrentó a Nick George (Peter Krause). Liu prestó su voz a Silvermist en Disney Fairies, la franquicia basada en Tinker Bell y Viper en Kung Fu Panda. En marzo de 2010, Liu hizo su debut en Broadway en la obra ganadora del premio Tony, God of Carnage como Annette en el segundo elenco de reemplazo junto a Jeff Daniels, Janet McTeer y Dylan Baker.
En marzo de 2012, fue elegida como Joan Watson para Elementary. Elementary es una adaptación estadounidense de Sherlock Holmes, y el papel que se le ofreció a Liu es interpretado tradicionalmente por hombres. Ha recibido elogios por su papel de Watson, incluidas tres nominaciones consecutivas a los premios People's Choice Awards a la actriz favorita de televisión sobre crimen. También ha interpretado a la oficial de policía Jessica Tang en Southland, un programa de televisión que se centra en la vida de agentes de policía y detectives en Los Ángeles, como actriz invitada recurrente durante la cuarta temporada. Recibió el premio de la Crítica Televisiva a la mejor actriz invitada de drama por este papel.
En agosto de 2011, Liu se convirtió en narradora del grupo musical, The Bullitts. En 2013, Liu fue invitada a convertirse en miembro de la Academia de Artes y Ciencias Cinematográficas. Liu fue nombrada Artista del Año 2016 de Harvard. Recibió la medalla de artes de la Fundación Harvard en la ceremonia anual de premios de la Fundación Harvard, durante el Festival de Ritmos Culturales en Sanders Theatre. También forma parte del elenco del thriller posapocalíptico, Future World, dirigido por James Franco y Bruce Thierry Cheung.
En abril de 2021, Liu fue elegida como la villana Kalypso en la próxima película de superhéroes, Shazam! Fury of the Gods (2023).

## Filmografía

### Cine

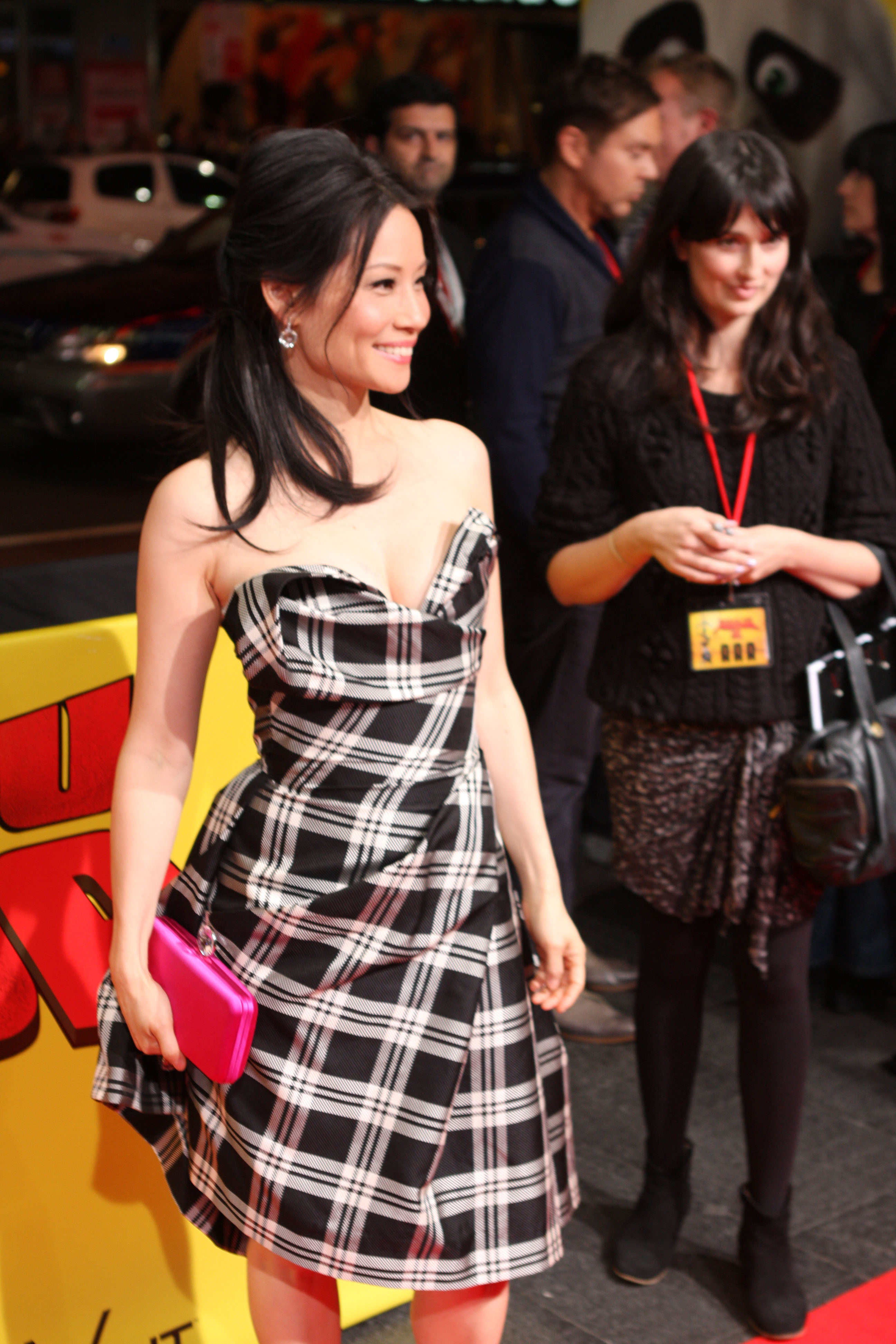
Liu en la premier de Kung Fu Panda 2.

| Año  | Título                                       | Rol                              | Notas                        |
| ---- | -------------------------------------------- | -------------------------------- | ---------------------------- |
| 1992 | Rhythm of Destiny                            | Donna                            |                              |
| 1993 | Protozoa                                     | Ari                              |                              |
| 1995 | Bang                                         | Prostituta                       |                              |
| 1996 | Jerry Maguire                                | Exnovia                          |                              |
| 1997 | Gridlock'd                                   | Cee-Cee                          |                              |
| 1997 | Guy                                          | Mujer en el puesto de periódicos |                              |
| 1997 | Flypaper                                     | Dot                              |                              |
| 1997 | City of Industry                             | Cathi Rose                       |                              |
| 1998 | Love Kills                                   | Kashi                            |                              |
| 1999 | Payback                                      | Pearl                            |                              |
| 1999 | True Crime                                   | Mujer en la juguetería           |                              |
| 1999 | Molly                                        | Brenda                           |                              |
| 1999 | The Mating Habits of the Earthbound Human    | Lydia                            |                              |
| 1999 | Play It to the Bone                          | Lia                              |                              |
| 2000 | Shanghai Noon                                | Princesa Pei Pei                 |                              |
| 2000 | Los ángeles de Charlie                       | Alex Munday                      |                              |
| 2001 | Hotel                                        | Kawika                           |                              |
| 2002 | Ballistic: Ecks vs. Sever                    | Agente Sever                     |                              |
| 2002 | Cypher                                       | Rita Foster                      |                              |
| 2002 | Chicago                                      | Kitty Baxter                     |                              |
| 2003 | Los ángeles de Charlie: Al límite            | Alex Munday                      |                              |
| 2003 | Kill Bill: Volume 1                          | O-Ren Ishii                      |                              |
| 2004 | Kill Bill: Volume 2                          | O-Ren Ishii                      |                              |
| 2004 | Mulan II                                     | Mei (voz)                        |                              |
| 2005 | 3 Needles                                    | Jin Ping                         |                              |
| 2005 | Domino                                       | Taryn Mills                      |                              |
| 2006 | El caso Slevin                               | Lindsey                          |                              |
| 2007 | Code Name: The Cleaner                       | Gina                             | También productora ejecutiva |
| 2007 | Rise: Blood Hunter                           | Sadie Blake                      |                              |
| 2007 | Watching the Detectives                      | Violet                           |                              |
| 2008 | The Year of Getting to Know Us               | Anne                             |                              |
| 2008 | Kung Fu Panda                                | Maestra Víbora (voz)             | Versión en inglés y mandarín |
| 2008 | Tinker Bell                                  | Silvermist (voz)                 |                              |
| 2009 | Tinker Bell and the Lost Treasure            | Silvermist (voz)                 |                              |
| 2009 | Redlight                                     | Ella misma                       | También productora           |
| 2010 | Tinker Bell: Hadas al Rescate                | Silvermist (voz)                 |                              |
| 2010 | Nómadas                                      | Susan                            |                              |
| 2011 | Kung Fu Panda 2                              | Maestra Víbora (voz)             | Versión en inglés y mandarín |
| 2011 | Detachment                                   | Dr. Doris Parker                 |                              |
| 2011 | The Trouble with Bliss                       | Andrea                           |                              |
| 2011 | Someday This Pain Will Be Useful to You      | Hilda Temple                     |                              |
| 2012 | Tinker Bell: Secret of the Wings             | Silvermist (voz)                 |                              |
| 2012 | El hombre de los puños de hierro             | Madame Blossom                   |                              |
| 2013 | Iron Man 3                                   | Mark 37 (voz)                    |                              |
| 2014 | Tinker Bell: The Pirate Fairy                | Silvermist (voz)                 |                              |
| 2014 | Magic Wonderland                             | Princesa Ocean (voz)             | Versión en inglés y mandarín |
| 2014 | El cuento de la princesa Kaguya              | Lady Sagami (voz)                | Versión en inglés y mandarín |
| 2014 | Tinker Bell and the Legend of the NeverBeast | Silvermist (voz)                 |                              |
| 2016 | Kung Fu Panda: Secrets of the Scroll         | Maestra Víbora (voz)             | Cortometraje                 |
| 2016 | Kung Fu Panda 3                              | Maestra Víbora (voz)             | Versión en inglés y mandarín |
| 2018 | Future World                                 | La reina                         |                              |
| 2018 | Set It Up                                    | Kirsten Stevens                  |                              |
| 2019 | QT8: The First Eight                         | Ella misma                       | Documental                   |
| 2020 | Stage Mother                                 | Sienna                           |                              |
| 2023 | Shazam! Fury of the Gods                     | Kalypso                          |                              |
| 2024 | Red One                                      | Jacqueline Frost                 |                              |
| 2024 | The Tiger's Apprentice                       | Nu Kua/Cynthia                   |                              |
| 2024 | Presence                                     | Rebecca Payne                    |                              |
| 2025 | Old Guy                                      | Anata                            |                              |

### Televisión

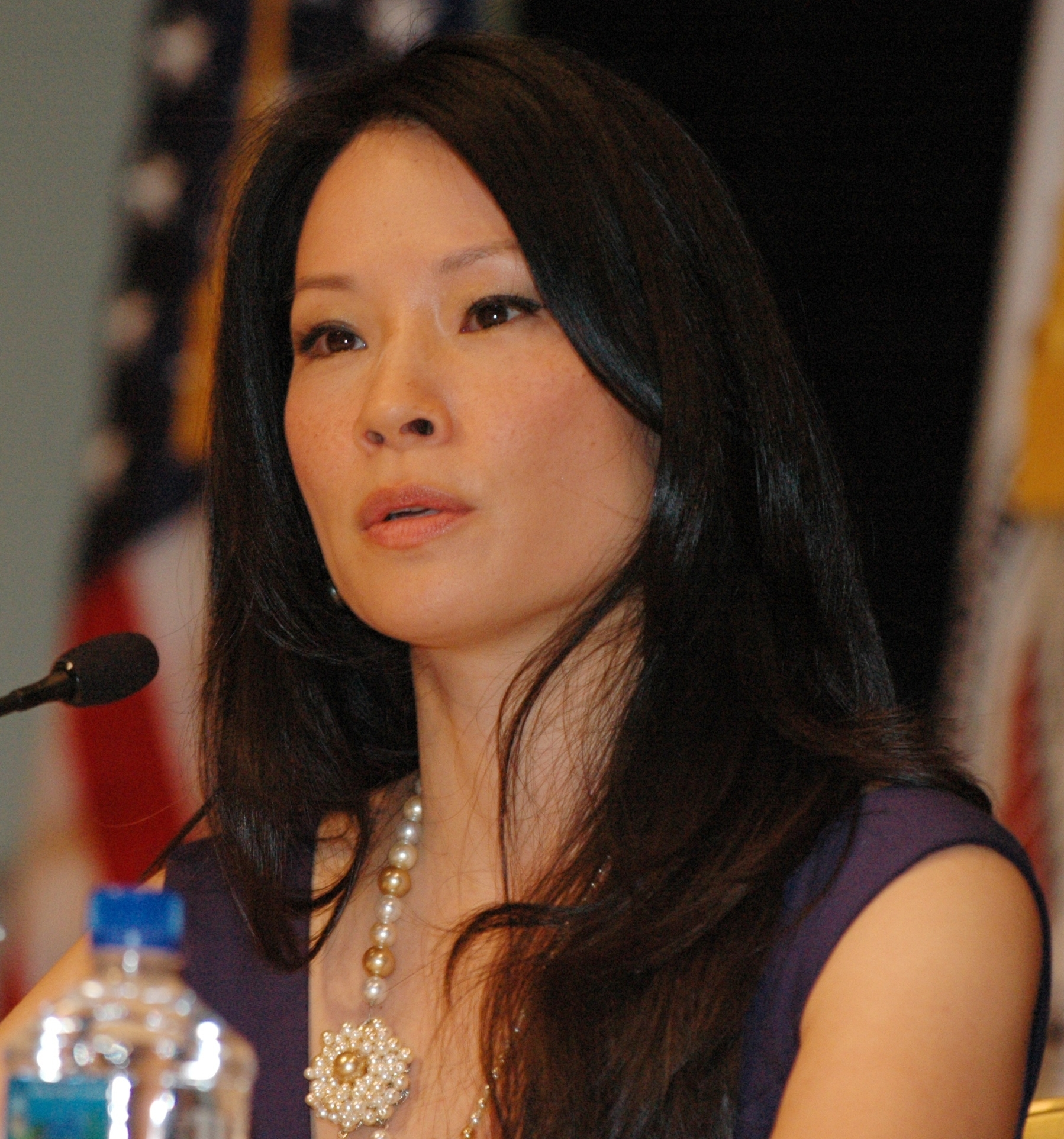
Lucy Liu en USSAID.

| Año       | Título                                 | Rol                           | Notas                                                                                         |
| --------- | -------------------------------------- | ----------------------------- | --------------------------------------------------------------------------------------------- |
| 1991      | Beverly Hills, 90210                   | Courtney                      | Episodio: "Pass, Not Pass"                                                                    |
| 1993      | L. A. Law                              | Mai Lin                       | Episodio: "Foreign Co-Respondent"                                                             |
| 1994      | Hotel Malibu                           | Compañera de trabajo          | Episodio: "Do Not Disturb"                                                                    |
| 1994      | Coach                                  | Nicole Wong                   | 2 episodios                                                                                   |
| 1995      | Home Improvement                       | Mujer #3                      | Episodio: "Bachelor of the Year"                                                              |
| 1995      | Hercules: The Legendary Journeys       | Oi-Lan                        | Episodio: "The March to Freedom"                                                              |
| 1995      | ER                                     | Mei-Sun Leow                  | 3 episodios T2 E3 - Do One, Teach One, Kill One T2 E4 - What Life? T2 E5 - And Baby Makes Two |
| 1996      | Nash Bridges                           | Joy Powell                    | Episodio: "Genesis"                                                                           |
| 1996      | High Incident                          | Oficial Whin                  | 2 episodios                                                                                   |
| 1996      | The X-Files                            | Kim Hsin                      | Episodio: "Hell Money"                                                                        |
| 1996-1997 | Pearl                                  | Amy Li                        | 22 episodios                                                                                  |
| 1997      | The Real Adventures of Jonny Quest     | Melana (voz)                  | 2 episodios                                                                                   |
| 1997      | NYPD Blue                              | Amy Chu                       | Episodio: "A Wrenching Experience"                                                            |
| 1997      | Dellaventura                           | Yuling Chong                  | Episodio: "Pilot"                                                                             |
| 1997      | Michael Hayes                          | Alice Woo                     | Episodio: "Slaves"                                                                            |
| 1997      | Riot                                   | Novia de Boomer               | Película de televisión                                                                        |
| 1998-2002 | Ally McBeal                            | Ling Woo                      | 72 episodios                                                                                  |
| 2000      | MADtv                                  | Ella misma                    | 1 episodio                                                                                    |
| 2000      | Saturday Night Live                    | Ella misma                    | Episodio: "Lucy Liu/Jay-Z"                                                                    |
| 2001      | Futurama                               | Ella misma (voz)              | 2 episodios                                                                                   |
| 2002      | King of the Hill                       | Tid Pao                       | Episodio: "Bad Girls, Bad Girls, Whatcha Gonna Do"                                            |
| 2004      | Sex and the City                       | Ella misma                    | Episodio: "Coulda, Woulda, Shoulda"                                                           |
| 2004      | Las aventuras de Jackie Chan           | Jade Chan adulta              | Episodio: "J2: Rise of the Dragons"                                                           |
| 2004      | Game Over                              | Raquel Smashenburn (voz)      | 6 episodios                                                                                   |
| 2004      | Joey                                   | Lauren Beck                   | 3 episodios                                                                                   |
| 2004-2007 | Maya & Miguel                          | Maggie Lee (voz)              |                                                                                               |
| 2005      | Clifford's Puppy Days                  | Taza de té, Sra. Glen (voces) | Episodio: "Adopt-a-Pup/Jokes on You"                                                          |
| 2005      | Los Simpsons                           | Madam Wu (voz)                | Episodio: "Episode: "Goo Goo Gai Pan""                                                        |
| 2007      | Ugly Betty                             | Grace Chin                    | 2 episodios                                                                                   |
| 2008      | Cashmere Mafia                         | Mia Mason                     | 7 episodios                                                                                   |
| 2008      | Ben & Izzy                             | Yasmine (voz)                 |                                                                                               |
| 2008      | Little Spirit: Christmas in New York   | Madre de Leo (Voz)            | Película de televisión                                                                        |
| 2008-2009 | Dirty Sexy Money                       | Nola Lyons                    | 13 episodios                                                                                  |
| 2009      | Afro Samurai Resurrection              | Sio (voz)                     | Película de televisión                                                                        |
| 2010      | Kung Fu Panda: El festival de invierno | Maestra Víbora (voz)          | Especial de televisión                                                                        |
| 2010      | Marry Me                               | Rae Carter                    | 2 episodios                                                                                   |
| 2011      | Pixie Hollow Games                     | Silvermist (voz)              | Especial de televisión                                                                        |
| 2011-2016 | Kung Fu Panda: La leyenda de Po        | Maestra Víbora (voz)          |                                                                                               |
| 2012      | Southland                              | Oficial Jessica Tang          | 10 episodios                                                                                  |
| 2012-2019 | Elementary                             | Dra. Joan Watson              |                                                                                               |
| 2013      | Pixie Hollow Bake Off                  | Silvermist (voz)              | Película de televisión                                                                        |
| 2016      | Girls                                  | Detective Mosedale            | Episodio: "Japan"                                                                             |
| 2017      | Difficult People                       | Veronica Ford                 | 4 episodios                                                                                   |
| 2017      | Michael Jackson's Halloween            | Conformity                    | Especial de televisión                                                                        |
| 2019      | Por qué matan las mujeres              | Simone                        | Papel protagonista (temporada 1)                                                              |
| 2020      | The Drew Barrymore Show                | Ella misma                    | Episodio: "Cameron Diaz, Lucy Liu, Adam Sandler"                                              |

## Videojuegos
- 2001 SSX Tricky - Elise Riggs (voz)
- 2012  Sleeping Dogs - Vivienne Lu (voz)

## Premios

### Premio del Sindicato de Actores
| Año  | Categoría     | Película | Resultado |
| ---- | ------------- | -------- | --------- |
| 2003 | Mejor reparto | Chicago  | Ganadora  |